# Christoph Hemlein
Christoph Hemlein (Heidelberg, 16 december 1990) is een Duits voetballer die als vleugelaanvaller speelt.

## Clubcarrière

### VfB Stuttgart
Hemlein speelde in de jeugd lang voor TSG 1899 Hoffenheim waarvoor hij in het seizoen 2010/11 in het tweede team in de Regionalliga Süd speelde. Hij ging in 2011 naar VfB Stuttgart waarvoor hij direct bij zijn debuut voor het tweede team in de 3. Liga scoorde en waarvoor hij op 22 oktober 2011 in het eerste team debuteerde in de Bundesliga.

### N.E.C.
Op 15 mei 2013 maakte N.E.C. bekend dat Hemlein een contract tot medio 2016 bij de club uit Nijmegen getekend heeft. Op zondag 11 mei 2014 degradeerde hij met NEC naar de Eerste divisie, nadat Sparta Rotterdam in de play-offs over twee wedstrijden te sterk bleek voor de ploeg van coach Anton Janssen.

### Arminia Bielefeld
Op 23 juni 2014 ondertekende hij een contract voor twee seizoenen bij Arminia Bielefeld dat uitkomt in de 3. Liga. Met zijn club promoveerde hij in zijn eerste seizoen naar de 2. Bundesliga. 

### 1. FC Kaiserslautern
Medio 2018 ging hij naar 1. FC Kaiserslautern dat in de 3. Liga speelt.

### Clubstatistieken
| Seizoen | Club                 | Competitie       | Competitie | Competitie | Beker | Beker | Overig | Overig | Totaal | Totaal |
| Seizoen | Club                 | Competitie       | Wed.       | Dlp.       | Wed.  | Dlp.  | Wed.   | Dlp.   | Wed.   | Dlp.   |
| ------- | -------------------- | ---------------- | ---------- | ---------- | ----- | ----- | ------ | ------ | ------ | ------ |
| 2009/10 | 1899 Hoffenheim II   | Oberliga         | 31         | 8          | 0     | 0     | —      | —      | 31     | 8      |
| 2010/11 | 1899 Hoffenheim II   | Regionalliga Süd | 32         | 9          | 0     | 0     | —      | —      | 32     | 9      |
| 2011/12 | VfB Stuttgart        | Bundesliga       | 3          | 0          | 1     | 1     | —      | —      | 4      | 1      |
| 2011/12 | VfB Stuttgart II     | 3. Liga          | 28         | 5          | 0     | 0     | —      | —      | 28     | 5      |
| 2012/13 | VfB Stuttgart II     | 3. Liga          | 33         | 4          | 0     | 0     | —      | —      | 33     | 4      |
| 2013/14 | N.E.C.               | Eredivisie       | 29         | 4          | 5     | 3     | 2      | 0      | 36     | 7      |
| 2014/15 | Arminia Bielefeld    | 3. Liga          | 37         | 8          | 5     | 0     | —      | —      | 42     | 8      |
| 2015/16 | Arminia Bielefeld    | 2. Bundesliga    | 30         | 1          | 1     | 0     | —      | —      | 31     | 1      |
| 2016/17 | Arminia Bielefeld    | 2. Bundesliga    | 29         | 3          | 4     | 1     | —      | —      | 33     | 4      |
| 2017/18 | Arminia Bielefeld    | 2. Bundesliga    | 27         | 0          | 1     | 0     | —      | —      | 28     | 0      |
| 2018/19 | 1. FC Kaiserslautern | 3. Liga          | 33         | 4          | 4     | 2     | —      | —      | 37     | 6      |
| 2019/20 | 1. FC Kaiserslautern | 3. Liga          | 12         | 1          | 3     | 0     | —      | —      | 15     | 1      |
| 2020/21 | SV Meppen            | 3. Liga          | 31         | 3          | 3     | 1     | —      | —      | 34     | 4      |
| 2021/22 | SV Meppen            | 3. Liga          | 33         | 5          | 4     | 1     | —      | —      | 37     | 6      |
| 2022/23 | SV Meppen            | 3. Liga          | 26         | 1          | 0     | 0     | —      | —      | 26     | 1      |
| Totaal  | Totaal               | Totaal           | 414        | 56         | 31    | 9     | 2      | 0      | 447    | 65     |